# Louis Simonneaux

Wappen des Bischofs

Louis-Paul-Armand Simonneaux, auch Louis Simonneaux, (* 19. Januar 1916 in Servon-sur-Vilaine, Bretagne, Frankreich; † 22. Januar 2009 in Versailles) war römisch-katholischer Bischof von Versailles.

## Leben
Louis Simonneaux studierte Katholische Theologie und Philosophie von 1933 bis 1935 am Priesterseminar in Rennes und von 1935 bis 1937 am Päpstlichen Römischen Priesterseminar von Rom und Französische Sprache an der Päpstlichen Universität Gregoriana. Er war Leutnant der Infanterie im Zweiten Weltkrieg und in Kämpfe im Saarland und an der Somme verwickelt. Am 18. Juni 1940 geriet er in Kriegsgefangenschaft und kam erst zum Kriegsende im Juni 1945 wieder frei. Er war interniert im Lager Oflag IV-D im sächsischen Hoyerswerda und konnte im Lager seine Priesterausbildung durch inhaftierte Priester und Philosophen wie Jean Guitton fortführen. Nach seiner Rückkehr aus Deutschland beendete er sein Theologiestudium am Institut Catholique de Paris und begann eine Dissertation über Tyrell und die Moderne.
Simonneaux empfing am 10. März 1946 die Priesterweihe in Notre Dame de Paris durch Emmanuel Suhard. Von 1947 bis 1962 war er Studentenpfarrer in Rennes und der Initiator der Studentenwallfahrt nach Chartres sowie der erste Pfarrer von Pax Christi in Rennes. Clément-Émile Kardinal Roques ernannte ihn 1962 zum Generalvikar in Rennes und zum Leiter des Katechumenats in der öffentlichen Bildung, den Schulen und Universitäten sowie zahlreichen weiteren Sonderaufträgen. 1963 wurde er von Papst Paul VI. zum Monsignore ernannt.
1967 ernannte ihn Papst Paul VI. zum Bischof von Versailles. Die Bischofsweihe spendete ihm am 26. November 1967 der Erzbischof von Rennes Paul Gouyon; Mitkonsekratoren waren Jean-Pierre-Georges Dozolme, Bischof von Le Puy-en-Velay, und Albert Malbois, Bischof von Corbeil. Er baute das Bistum Versailles maßgeblich um und aus, insbesondere nach dem Zweiten Vatikanischen Konzil.
Er war in der französischen Bischofskonferenz Mitglied des Ausschusses für Schulen und Universitäten (1967–76) und des Ausschusses für Familie (1976–88). 1980 war er Teilnehmer der römischen Synode über die Familie. 1970 bis 1974 war er Mitglied des Ständigen Rates der Bischöfe. Aufgrund seines Gesundheitszustandes wurde ihm 1986 von Johannes Paul II. der Bischof von Ajaccio, Jean-Charles Thomas, als Koadjutor an die Seite gestellt. 1988 wurde seinem Rücktrittsgesuch durch Papst Johannes Paul II. stattgegeben.

## Schriften
- Louis Simonneaux: Dr Louis Simonneaux,... Notice historique de l’abbaye de Boquen, Plénée-Jugon, Impr. de l’Ouest-Eclair 1936
- Conseils pratiques pour l’élevage des enfants au biberon, par le Dr L. Simonneaux, Impr. de Oberthur 1892 (Neuauflage)